# Kamaugarunga
Kamaugarunga var den första kvinnan enligt mytologin hos Hererostammen i sydvästra Afrika.